# Gwynedd
Pour les articles homonymes, voir Gwynedd (homonymie).
Ne doit pas être confondu avec le comté du Gwynedd, un comté préservé en vigueur depuis le 1er avril 1996.
Le Gwynedd, initialement nommé Caernarfonshire and Merionethshire en anglais, et Sir Gaernarfon a Meirionnydd en gallois, est un comté situé dans le nord-ouest du pays de Galles. La ville de Caernarfon constitue son centre administratif.

## Histoire
Le Gwynedd est une région du pays de Galles, dont le nom est tiré d'un ancien royaume médiéval, le royaume de Gwynedd. Un premier comté est créé en 1974 et ; il constitue alors l'une des huit régions administratives du pays de Galles. Bien qu'elle figure parmi les plus grandes quant à la superficie, elle est pourtant l'une des moins peuplées. Comme une bonne partie de la population y parle gallois (76 %), elle est devenue le centre d'un mouvement nationaliste, Plaid Cymru.

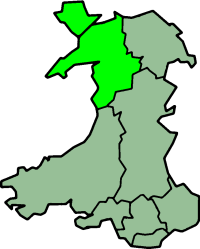
La région administrative de Gwynedd entre 1974 et 1996, dont le territoire correspond grossièrement à celui du royaume historique de Gwynedd.

Le 1er avril 1996, ses frontières géographiques sont remodelées. Le premier comté est aboli mais il conserve une existence cérémonielle en tant que comté préservé, amputé du district d’Aberconwy, attribué au borough de comté de Conwy (comté préservé de la Clwyd). À partir du restant du territoire du premier comté, deux nouvelles zones principales sont érigées : les comtés d’Anglesey (qui devient l’Île-d’Anglesey le lendemain) et de Caernarfonshire-et-Merionethshire. L’une des toutes premières actions du conseil, le 2 avril 1996 (le lendemain de sa création) est de reprendre le nom de Gwynedd.

## Communautés
Le Gwynedd comprend les communautés suivantes :
| Nom anglais               | Nom gallois             | Superficie (km2) | Population (2011) | Remarques |
| ------------------------- | ----------------------- | ---------------- | ----------------- | --- |
| Aber                      | Aber                    | 29,70            | 240               | |
| Aberdaron                 | Aberdaron               | 47,71            | 965               | Comprend Bodferin (en), Llanfaelrhys (en) et Y Rhiw (en).                                                     |
| Aberdovey                 | Aberdyfi                | 11,28            | 878               | |
| Arthog                    | Arthog                  | 37,76            | 1 031             | Comprend Fairbourne et Friog (en).                                                                            |
| Bala                      | Y Bala                  | 2,42             | 1 974             | Ville. Comprend Capel Celyn (en).                                                                             |
| Bangor                    | Bangor                  | 6,49             | 16 358            | Cité. |
| Barmouth                  | Abermaw                 | 16,00            | 2 522             | Ville. Comprend Llanaber (en).                                                                                |
| Beddgelert                | Beddgelert              | 85,93            | 455               | Comprend Nantmor (en).                                                                                        |
| Bethesda                  | Bethesda                | 3,89             | 4 735             | Comprend Rachub (en).                                                                                         |
| Betws Garmon              | Betws Garmon            | 39,00            | 249               | Comprend Rhyd-ddu (en).                                                                                       |
| Bontnewydd                | Bontnewydd              | 10,05            | 1 162             | Comprend Llanfaglan.                                                                                          |
| Botwnnog                  | Botwnnog                | 34,27            | 996               | Comprend Bryncroes (en), Llandegwning (en) et Sarn Meyllteyrn (en).                                           |
| Brithdir and Llanfachreth | Brithdir a Llanfachreth | 108,02           | 751               | Comprend Abergeirw (en), Brithdir (en) et Llanfachreth (en).                                                  |
| Bryncrug                  | Bryn-crug               | 31,08            | 622               | |
| Buan                      | Buan                    | 32,42            | 484               | Comprend Boduan (en), Ceidio (en), Llandudwen (en), Llanfihangel Bachellaeth (en) et Rhydyclafdy (en).        |
| Caernarfon                | Caernarfon              | 9,37             | 9 615             | Ville royale.                                                                                                 |
| Clynnog                   | Clynnog                 | 45,50            | 997               | Comprend Aberdesach (en) et Pant Glas (en).                                                                   |
| Corris                    | Corris                  | 45,12            | 723               | Comprend Aberllefenni (en), Corris Uchaf (en) et Garneddwen (en).                                             |
| Criccieth                 | Criccieth               | 6,72             | 1 753             | Ville. Comprend Penllyn (en).                                                                                 |
| Dolbenmaen                | Dolbenmaen              | 96,40            | 1 343             | Comprend Garndolbenmaen (en), Llanfihangel-y-Pennant (en) et Prenteg (en).                                    |
| Dolgellau                 | Dolgellau               | 35,01            | 2 688             | Ville. Comprend Penmaenpool (en).                                                                             |
| Dyffryn Ardudwy           | Dyffryn Ardudwy         | 45,55            | 1 540             | Comprend Tal-y-bont (en).                                                                                     |
| Ffestiniog                | Ffestiniog              | 56,99            | 4 875             | Ville. Comprend Blaenau Ffestiniog, Llan Ffestiniog (en) et Tanygrisiau (en).                                 |
| Ganllwyd                  | Ganllwyd                | 44,83            | 179               | |
| Harlech                   | Harlech                 | 14,51            | 1 447             | Ville. |
| Llanaelhaearn             | Llanaelhaearn           | 27,41            | 1 117             | Comprend Trefor (en).                                                                                         |
| Llanbedr                  | Llanbedr                | 50,24            | 645               | Comprend Pentre Gwynfryn (en).                                                                                |
| Llanbedrog                | Llanbedrog              | 9,29             | 1 002             | |
| Llanberis                 | Llanberis               | 45,62            | 2 026             | |
| Llanddeiniolen            | Llanddeiniolen          | 41,03            | 5 072             | Comprend Bethel (en), Brynrefail (en), Clwt-y-bont (en), Deiniolen (en), Dinorwig (en) et Penisa'r Waun (en). |
| Llandderfel               | Llandderfel             | 114,10           | 1 095             | Comprend Frongoch (en) et Rhos-y-gwaliau (en).                                                                |
| Llandwrog                 | Llandwrog               | 29,92            | 2 539             | Comprend Carmel (en), Dinas Dinlle (en), Groeslon (en) et Y Fron (en).                                        |
| Llandygai                 | Llandygai               | 33,82            | 2 487             | Comprend Mynydd Llandygai (en) et Tregarth (en).                                                              |
| Llanegryn                 | Llanegryn               | 23,52            | 303               | |
| Llanelltyd                | Llanelltyd              | 43,09            | 514               | Comprend Bontddu (en).                                                                                        |
| Llanengan                 | Llanengan               | 33,62            | 1 989             | Comprend Abersoch (en), Llangian (en) et Mynytho (en).                                                        |
| Llanfair                  | Llanfair                | 18,08            | 453               | Comprend Llandanwg (en).                                                                                      |
| Llanfihangel-y-Pennant    | Llanfihangel-y-Pennant  | 77,50            | 339               | Comprend Abergynolwyn (en), Abertrinant (en) et Tal-y-llyn (en).                                              |
| Llanfrothen               | Llanfrothen             | 33,68            | 437               | Comprend Croesor (en) et Rhyd (en).                                                                           |
| Llangelynin               | Llangelynin             | 21,54            | 673               | Comprend Llwyngwril (en).                                                                                     |
| Llangywer                 | Llangywer               | 75,67            | 260               | |
| Llanllechid               | Llanllechid             | 46,09            | 889               | Comprend Tal-y-bont (en).                                                                                     |
| Llanllyfni                | Llanllyfni              | 42,76            | 4 135             | Comprend Nasareth (en), Nebo (en), Penygroes (en) et Talysarn (en).                                           |
| Llannor                   | Llannor                 | 48,16            | 2 145             | Comprend Abererch (en), Efailnewydd (en), Penrhos (en) et Y Ffôr (en).                                        |
| Llanrug                   | Llanrug                 | 15,71            | 2 911             | Comprend Cwm-y-glo (en).                                                                                      |
| Llanuwchllyn              | Llanuwchllyn            | 116,93           | 617               | |
| Llanwnda                  | Llanwnda                | 15,73            | 1 994             | Comprend Dinas (en) et Rhosgadfan (en).                                                                       |
| Llanycil                  | Llanycil                | 83,51            | 416               | Comprend Rhyd-uchaf (en).                                                                                     |
| Llanystumdwy              | Llanystumdwy            | 60,08            | 2 080             | Comprend Afon Wen (en), Chwilog (en), Llanarmon (en) et Llangybi (en).                                        |
| Maentwrog                 | Maentwrog               | 38,61            | 631               | Comprend Gellilydan (en).                                                                                     |
| Mawddwy                   | Mawddwy                 | 119,78           | 622               | Comprend Aberangell (en), Dinas Mawddwy (en), Llanymawddwy (en) et Mallwyd (en).                              |
| Nefyn                     | Nefyn                   | 15,23            | 2 602             | Ville. Comprend Edern (en), Morfa Nefyn (en) et Porthdinllaen (en).                                           |
| Pennal                    | Pennal                  | 41,70            | 404               | |
| Penrhyndeudraeth          | Penrhyndeudraeth        | 7,65             | 2 150             | Ville. Comprend Minffordd (en) et Portmeirion.                                                                |
| Pentir                    | Pentir                  | 18,87            | 2 450             | Comprend Glasinfryn (en).                                                                                     |
| Pistyll                   | Pistyll                 | 20,69            | 566               | Comprend Carnguwch (en) et Llithfaen (en).                                                                    |
| Porthmadog                | Porthmadog              | 16,18            | 4 185             | Ville. Comprend Morfa Bychan (en) et Tremadog.                                                                |
| Pwllheli                  | Pwllheli                | 5,46             | 4 076             | Ville. |
| Talsarnau                 | Talsarnau               | 43,96            | 550               | Comprend Eisingrug (en) et Soar (en).                                                                         |
| Trawsfynydd               | Trawsfynydd             | 120,10           | 973               | |
| Tudweiliog                | Tudweiliog              | 35,53            | 970               | Comprend Llangwnnadl (en), Llaniestyn (en) et Penllech (en).                                                  |
| Tywyn                     | Tywyn                   | 27,87            | 3 264             | Ville. |
| Waunfawr                  | Waunfawr                | 14,22            | 1 427             | Comprend Caeathro (en).                                                                                       |
| Y Felinheli               | Y Felinheli             | 5,90             | 2 284             | |

## Îles
- Île de Bardsey
- Îles Saint-Tudwal
- Ynys Gifftan